# میامی گاردنز (فلوریدا)
میامی گاردنز (به انگلیسی: Miami Gardens) شهری در شهرستان میامی-دید ایالت فلوریدا است که در سال ۲۰۰۳ بنیان‌گذاری شده‌است. این شهر طبق سرشماری سال ۲۰۱۰ میلادی، ۱۰۷٬۵۵۹ نفر جمعیت داشته و مساحت آن نیز ۵۱٫۸ کیلومتر مربع است.